# Alexander Kuznetsov
Alexander Konstantinovich Kuznetsov (2 de diciembre de 1959 - 6 de junio de 2019) fue un actor ruso- estadounidense.
Kuznetsov nació en la URSS en Petrovka, un pequeño pueblo en Krai de Primorie en el mar de Japón. Se graduó en el Schukin Theatrical College, Alexander Kuznetsov hizo su primera aparición en una película en 1983. Actuó en muchas películas rusas y series de televisión. Su papel más conocido es Jack Vosmyorkin en Jack Vosmyorkin, The American.
Aleksander Kuznetsov fue un miembro clave del Teatro Malaya Bronaya (1985-1989). El actor está trabajando tanto en Rusia como en Estados Unidos . Ha tenido apariciones en televisión como Nikolai Kossoff en NYPD Blue, como Victor en Crossing Jordan , como Capt. Alex Volkonov en JAG, como Kazimir Shcherbakov en Alias su actuación más reciente fue el personaje Ostroff en la serie de suspenso, 24.
En el 2000 protagonizó junto a Dolph Lundgren en Agent Red.
Falleció el 6 de junio de 2019, diagnosticado de cáncer de próstata.

## Filmografía
- Dos flechas Detective de la Edad de Piedra (1989) como Eared
- Frenzied Bus (1990) como ingeniero de vuelo.
- The Alaska Kid (1993) como Stine
- The Ice Runner (1993) como Petrov
- Beverly Hills, 90210 (1993) como hombre ruso
- Siete días (TV, 1997-2001) como Capt. Alex Volkonov / Piloto / Comandante Yuri Kretchiak
- El pacificador (1997) como controlador ruso
- Siete días (1999) como Yuri Grigorivich
- Los duques de Hazzard: Hazzard en Hollywood (TV, 2000) como Igor el Terrible
- Space Cowboys (2000) como ingeniero ruso
- Agente Red (2000) como el Dr. Kretz.
- Crossing Jordan (TV, 2001) como Viktor
- Alias (2001-2005) como líder del equipo de asalto / Kazimir Shcherbakov
- NYPD Blue (TV, 2001) como Nikolai Kossoff
- El DA (2004) como Sergius Kovinsky.
- Shadow Boxing (2005) como Zmey
- Into the West (TV, 2005) como Kurchenko
- Mirror Wars: Reflection One (2005) como Agent Sea
- 24 (2006) como Ostroff
- Lucky You (2007) como jugador ruso
- Spy (2012) como Yepanchin